# Rajisza Vaszilivna Bohatirjova
Rajisza Vaszilivna Bohatirjova (ukránul: Раїса Василівна Богатирьова; Bakal, Cseljabinszki terület, 1953. január 6.), oroszos névváltozatban Raisza Vasziljevna Bogatirjova (oroszul: Раиса Васильевна Богатырёва) orosz nemzetiségű ukrán orvos-professzor, politikus. Parlamenti képviselő, 2002–2007 között a Régiók Pártja frakcióvezetője volt az Ukrán Legfelsőbb Tanácsban. 2007. december 24-től az Ukrán Nemzetbiztonsági és Védelmi Tanács (RNBOU) titkára.

## Szakmai pályafutása
Varrónőként dolgozott 1970-től 1971-ig a Donecki területen, a Kramatorszki Ruhagyárban. 1971–1977 között előbb a Luhanszki Orvostudományi Egyetemen, majd a Harkovi Orvostudományi Egyetemen tanult, 1977-ben kapott diplomát. 1977-től 1979-ig Horlivka 2. sz. kórházában dolgozott. 1979–1980-ban Kramatoszkban a Novokramatorszki Gépgyár 3. sz. egészségügyi központjában volt szülész-nőgyógyász. 1980-tól a kramatorszki városi kórházban dolgozott, 1985-1990 között az igazgató-főorvos egyik helyetteseként. 1981–1985 között a kórház szakszervezeti bizottságának az elnöke is volt. 1991–1997 között a Tarasz Sevcsenko Kijevi Nemzeti Egyetem jogi karán tanult, ahol jogi diplomát szerzett. 1996-ban védte meg kandidátusi, 2000-ben pedig egyetemi doktori értekezését a Harkovi Orvostudományi Egyetemen.

## Politikai karrierje
Az 1990-es parlamenti választáson a második fordulóban, a Donecki területről, a 127. sz. egyéni választókerületből képviselővé választották.

## Külső hivatkozások
- Személyes honlapja
- A Régiók Pártja honlapja

1. ↑  https://web.archive.org/web/20191127024706/http://alldonetsk.com/news/1620-rektor-donntu-aleksandr-minaev-stal-pochetnym-grazhdanininom-donetskoy-oblasti.html